# Gee Bee
Gee Bee — аркадная игра, сочетающая в себе элементы пинбола с механикой разбивания блоков сходной с игрой Breakout, разработанная и изданная компанией Namco в 1978 году. Цель игры — набрать как можно больше очков, отбивая мяч от блоков, бамперов и других объектов на игровом поле. Игра была разработана Тору Иватани, который позже создал игры Pac-Man и Pole Position. За пределами Японии игра была издана компанией Gremlin Industries.
Gee Bee стала первой видеоигрой, разработанной в Namco собственными силами компании — до этого компания производила аркадные электромеханические игры (такие как Periscope и F-1) и издала ряд видеоигр компании Atari (в частности, Breakout) в Японии. Изначально Иватани хотел производить для компании автоматы для пинбола, однако высшее руководство Namco не одобрило эту идею. В качестве компромисса Иватани вместо этого сделал видеоигру с элементами пинбола в сочетании с механикой, заложенной в Breakout.
Gee Bee заняла восьмое место среди самых кассовых аркадных видеоигр 1978 года в Японии и была продана в количестве 10 000 экземпляров по всему миру. Однако она не имела такого большого успеха, как ожидалось, но, тем не менее, помогла Namco закрепиться в индустрии видеоигр. В 1979 году были выпущены два продолжения игры, Bomb Bee и Cutie Q.

## Игровой процесс

Скриншот игрового процесса версии игры для аркадного автомата

Gee Bee — игра на разбивание кирпичей с элементами пинбола. Игрок использует вращающийся диск для управления набором лопастей на экране. Цель игры — набрать как можно больше очков, направляя шарик на объекты, расположенные на игровом поле: образования блоков, аналогичные Breakout, бамперы, при попадании в которые начисляется по десять очков, и спиннеры, замедляющие движение шарика. При касании мячом символов «NAMCO» (заменённых логотипом Gremlin в североамериканской версии) они загораются, а если все они загораются, то множитель очков увеличивается.

## Разработка и выпуск
Игра Gee Bee была разработана Тору Иватани и стала первой видеоигрой компании Namco, созданной собственными силами. Компания начала свою деятельность по разработке игр в июле 1976 года, когда Сигэити Ишимура, проектировщик электромеханических игр Namco, предложил идею создания аркадной видеоигры с использованием центрального процессора, используя опыт работы над электромеханическими играми. Компания Namco одобрила эту идею и приобрела у NEC излишек микрокомпьютеров PDA-08, а её сотрудникам было поручено изучить потенциал системы для создания видеоигр.
В 1977 году Тору Иватани вскоре после окончания колледжа поступил на работу в компанию Namco. За несколько лет до прихода Иватани компания Namco приобрела Atari Japan и занималась изданием аркадных игр Atari в Японии, среди которых была Breakout. Иватани хотел создавать пинбольные автоматы, а не видеоигры, однако руководство Namco не одобрило его идею. В качестве своеобразного компромисса Иватани разрешили создать видеоигру, основанную на концепции пинбола, подобную специализированной приставке Video Pinball от Atari. Ишимура содействовал составлению программы. Из-за аппаратных ограничений для компенсации отсутствия цвета на монитор наклеивались полоски целлофана. Схема игрового поля была составлена таким образом, чтобы напоминать человеческое лицо. Игра была названа в честь японского слова «куманбати» (яп. クマバチ), означающего пчелу-плотника, и использовала шрифт из неизданной аркадной игры Cannonball 1976 года от Atari. Gee Bee вышла в Японии в октябре 1978 года. В том же году компания Gremlin Industries лицензировала игру за пределами Японии.

## Приём и наследие
Игра продалась количеством около 10 000 экземпляров, что было хорошим показателем для своего времени. Однако Gee Bee оказалась не столь успешной, как надеялась Namco, из-за того, что прибыль на единицу продукции оказалась ниже ожидаемой, а также из-за конкуренции со стороны игры Space Invaders от Taito. Тем не менее, Gee Bee стала восьмой по доходности аркадной видеоигрой 1978 года в Японии и помогла утвердить Namco в качестве одного из главных разработчиков видеоигр в Японии, что привело к тому, что Namco стала выпускать собственные аркадные игры наряду с изданием игр других компаний. Выпуск журнала Cashbox от 11 ноября 1978 года похвалил оформление корпуса игры, а выпуск от 30 декабря заявил, что у игры «хорошие корпус и графика». В ретроспективном обзоре Эрн Грин из Allgame отметил важность игры для Namco, поскольку она стала первой видеоигрой Тору Иватани для компании. Retro Gamer включил Gee Bee в список лучших клонов Breakout за её примечательность как первой видеоигры Namco, разработанной собственными силами.
За игрой Gee Bee последовало два продолжения. Первое, Bomb Bee, также разработанное Иватани, было выпущено годом позже, в 1979 году. В этой игре появилась цветная графика, новые дополнения к игровому процессу, такие как бампер на 1000 очков, и возможность зарабатывать дополнительные жизни. Второе продолжение, Cutie Q, было выпущено в 1979 году, но его разработкой занимался не Иватани, а Сигэру Йокояма, который позже создал игру Galaga. Иватани принял небольшое участие в разработке Cutie Q, нарисовав ряд спрайтов. Игра Cutie Q примечательна тем, что в ней были представлены «милые» персонажи, которые стали ключевым источником вдохновения для дизайна персонажей в следующей работе Иватани, Pac-Man, выпущенной годом позже. И Bomb Bee, и Cutie Q были перенесены на PlayStation в 1996 году в японской версии сборника Namco Museum Vol. 2; однако в международных версиях обе игры были заменены на Super Pac-Man. Игра Cutie Q также была перенесена на Wii в составе сборника Namco Museum Remix в 2007 году и его обновления Namco Museum Megamix в 2010 году.